# Titularbistum Balbura
Balbura ist ein Titularbistum der römisch-katholischen Kirche. 
Es geht zurück auf einen untergegangenen Bischofssitz in der antiken Stadt Balboura, die in der römischen Provinz Lycia lag. Der Bischofssitz war der Kirchenprovinz Myra zugeordnet.
| Titularbischöfe von Balbura |                                 |                                                 |                |                |
| Nr.                         | Name                            | Amt                                             | von            | bis            |
| 1                           | Guillaume Schoemaker MSC        | Apostolischer Vikar von Purwokerto (Indonesien) | 31. Mai 1950   | 3. Januar 1961 |
| 2                           | Placidus Gervasius Nkalanga OSB | Weihbischof in Bukoba (Tansania)                | 18. April 1961 | 6. März 1969   |